# Suwallia sachalina
Suwallia sachalina är en bäcksländeart som beskrevs av Zhiltzova 1978. Suwallia sachalina ingår i släktet Suwallia och familjen blekbäcksländor. Inga underarter finns listade i Catalogue of Life.